# Acatlán (Veracruz)
La municipalité d'Acatlán est l'une des 212 municipalités de l'État de Veracruz, et est située dans la partie centrale de cet État. Située à l'ouest du golfe du Mexique, la municipalité est assise sur les contreforts de la Sierra Madre orientale, et se trouve dans le bassin versant du fleuve Río Actopan. Son chef-lieu est la ville éponyme d'Acatlán. Elle appartient à la région administrative de Capital, qui est une des 10 subdivisions administratives de l'État de Veracruz, et qui comprend la capitale étatique, Xalapa.

## Géographie
La municipalité d'Acatlán se trouve dans la partie nord du bassin versant du fleuve Río Actopan et est traversée par l'un de ses affluents. Elle est assise sur la Sierra de Chiconquiaco, qui est un prolongement à l'est du massif de la Sierra Madre orientale, et son altitude oscille entre 1400 et 2000 mètres. Son chef-lieu, la ville éponyme d'Acatlán, occupe le centre de son territoire. Ce territoire couvre une superficie de 18,1 km2, et était peuplé en 2020 de 3441 habitants, pour une densité de 189,7 habitants par km2.
Cette municipalité est limitrophe au nord de celles de Chiconquiaco et de Landero y Coss, à l'ouest de celle de Mihuatlán, au sud-ouest et au sud de celle de Naolinco, et à l'est de celle de Tepetlán.

## Composition et démographie
La municipalité était composée en 2020 de 5 localités, dont une seule était considérée comme urbaine, les autres étant rurales.
| Localité                        | Population |
| ------------------------------- | ---------- |
| Acatlán                         | 3253       |
| Veinticuatro                    | 129        |
| Plan del Pino (Plan del Coyote) | 50         |
| La Gloria                       | 5          |
| Los Duraznos                    | 4          |
| Total population                | 3441       |

En plus de l'espagnol, plusieurs langues amérindiennes sont parlées dans la municipalité, dont les principales sont par ordre d'importance : le totonaque, les autres langues étant très marginales.

## Économie

### Agriculture et élevage
La superficie des parcelles semées représentait en 2021 une surface totale de 969,6 hectares, parmi lesquels 522,9 hectares étaient voués à la culture de la canne à sucre, 430 hectares étaient voués à la culture du maïs, et 16,7 hectares étaient voués à celle du caféier.
En 2021, la production de viande par tonnes comprenait 134,1 tonnes de viande bovine, 98,2 tonnes de viande porcine, 9,4 tonnes de viande ovine, 3,1 tonnes de viande caprine, 11,8 tonnes de volailles, et 4,1 tonnes de dinde. La superficie vouée à l'élevage représentait alors 595 hectares.